# How I Met Your Father
How I Met Your Father ist eine US-amerikanische Sitcom, die von Isaac Aptaker sowie Elizabeth Berger entwickelt wurde. Es handelt sich um einen Ableger der von 2005 bis 2014 erstausgestrahlten Serie How I Met Your Mother. Die Premiere fand am 18. Januar 2022 auf dem US-Streamingdienst Hulu statt. Nach der zweiten Staffel wurde die Serie 2023 beendet. Im deutschsprachigen Raum erfolgte die Erstveröffentlichung der Serie am 8. Juni 2022 durch Disney+ via Star als Original. Die Premiere im deutschsprachigen Free-TV fand am 13. Februar 2023 auf ProSieben statt.

## Handlung
Sophie erzählt ihrem Sohn die Geschichte, wie sie seinen Vater im Jahr 2022 kennengelernt hat. Gezeigt wird das Leben von Sophie und ihren Freunden in New York City, die versuchen, sich im Zeitalter von Dating-Apps und anderen unendlichen Möglichkeiten zu verlieben, um den Richtigen zu finden.

## Produktion

### Entwicklung
Nachdem im Oktober 2013 erstmals die Idee zu einem Spin-off zu How I Met Your Mother mit dem Titel How I Met Your Dad aufgekommen war, gab der US-Networksender CBS einen Monat später eine Pilotfolge in Auftrag. Jedoch kündigte CBS im Mai 2014 an, das Projekt nicht weiterzuführen. Im Dezember 2016 wurde bekannt, dass Isaac Aptaker und Elizabeth Berger als Drehbuchautoren an einer neuen Fassung der Pilotfolge des ursprünglich geplanten Spin-offs mit dem neuen Titel How I Met Your Father für CBS arbeiten. Später wurde vermeldet, dass wegen neuer Verträge mit 20th Television sowohl Aptaker als auch Berger anderweitig gebunden seien und das Projekt daher auf Eis gelegt werde. Im August 2017 gab Dana Walden als Vorsitzende von Fox Television bekannt, dass 20th Television einen dritten Versuch für ein mögliches Spin-off unternimmt, der später ebenfalls scheiterte.
Am 21. April 2021 gab der US-Streamingdienst Hulu bekannt, dass eine 10-teilige Serie namens How I Met Your Father bestellt wurde, die von 20th Television umgesetzt werden soll. Aptaker und Berger sollen als Schöpfer, Autoren und ausführende Produzenten agieren, während Hilary Duff als Produzentin fungieren wird. Am 24. Juni 2021 wurde vermeldet, dass Pamela Fryman als ausführende Produzentin an dem Projekt beteiligt ist und die Regie für die Pilotfolge übernehmen wird. Im Februar 2022 verlängerte Hulu die Serie um eine zwanzigteilige zweite Staffel.

### Dreharbeiten
Die Dreharbeiten zur Serie begannen am 31. August 2021.
Im September 2023 wurde die Serie nach zwei Staffeln abgesetzt.

## Besetzung und Synchronisation
Die deutschsprachige Synchronisation entsteht nach den Dialogbüchern von Christian Langhagen und Gerhard Kehl sowie unter der Dialogregie von Jill Böttcher durch die Synchronfirma Iyuno-SDI Group Germany in Berlin.

### Hauptdarsteller
| Rolle                 | Schauspieler  | Hauptrolle (Folgen) | Synchronsprecher      |
| --------------------- | ------------- | ------------------- | --------------------- |
| Sophie Tompkins       | Hilary Duff   | 1.01–2.20           | Yvonne Greitzke       |
| Jesse Walker          | Chris Lowell  | 1.01–2.20           | Sebastian Schulz      |
| Charlie               | Tom Ainsley   | 1.01–2.20           | Roman Wolko           |
| Valentina             | Francia Raisa | 1.01–2.20           | Alice Bauer           |
| Sid                   | Suraj Sharma  | 1.01–2.20           | Patrick Baehr         |
| Ellen Gilbert         | Tien Tran     | 1.01–2.20           | Jill Böttcher         |
| Sophie in der Zukunft | Kim Cattrall  | 1.01–2.20           | Katarina Tomaschewsky |

### Nebendarsteller
| Rolle           | Schauspieler     | Nebenrolle (Folgen)              | Synchronsprecher   |
| --------------- | ---------------- | -------------------------------- | ------------------ |
| Hannah          | Ashley Reyes     | 1.01–2.20                        | Nicole Hannak      |
| Jasper          | Stony Blyden     | 1.02–2.20                        | Sebastian Kluckert |
| Drew            | Josh Peck        | 1.03–1.10, 2.01, 2.06, 2.16–2.20 | Jan Makino         |
| Ian             | Daniel Augustin  | 1.01, 1.10, 2.01, 2.17           | Leonhard Mahlich   |
| Meredith        | Leighton Meester | 1.01–2.20                        | Tanya Kahana       |
| Rachel Horowitz | Aby James        | 1.05–2.20                        | Ilona Otto         |

### Gastdarsteller
| Rolle             | Schauspieler        | Gastrolle (Folgen) | Synchronsprecher      |
| ----------------- | ------------------- | ------------------ | --------------------- |
| Naomi             | Tessa Auberjonois   | 1.07, 1.09         | Victoria Sturm        |
| Rivka             | Ava Kolker          | 1.07               | Dalia Mya Schmidt-Foß |
| Fred              | Dan Bucatinsky      | 1.08               | Jaron Löwenberg       |
| Dr. Hoffman       | Hal Alpert          | 1.08               | Uli Krohm             |
| Becky             | Laura Bell Bundy    | 1.09–1.10          | Maren Rainer          |
| Der Captain       | Kyle MacLachlan     | 1.09–1.10          | Pierre Peters-Arnolds |
| Robin Scherbatsky | Cobie Smulders      | 1.10               | Christine Stichler    |
| Barney Stinson    | Neil Patrick Harris | 2.01, 2.11         | Philipp Moog          |
| Ramona            | Meghan Trainor      | 2.02               | Jenny Maria Meyer     |

## Episodenliste

### Staffel 1
| Nr. (ges.) | Nr. (St.) | Deutscher Titel                   | Originaltitel        | Erstveröffentlichung (USA) | Deutschsprachige Erstveröffentlichung (D) | Regie                | Drehbuch                                                                  |
| --- | --------- | --------------------------------- | -------------------- | -------------------------- | ----------------------------------------- | -------------------- | ------------------------------------------------------------------------- |
| 1 | 1         | Der Richtige                      | Pilot                | 18. Jan. 2022              | 8. Juni 2022                              | Pamela Fryman        | Isaac Aptaker, Elizabeth Berger, Carter Bays, Craig Thomas & Emily Spivey |
| Im Jahr 2022 trifft Sophie auf dem Weg zu einem vielversprechenden Date nach einer Reihe von gescheiterten Dates den Uber-Fahrer Jesse und seinen Freund Sid. Sophies Date mit Ian ist perfekt, aber er eröffnet ihr, dass er nach Australien ziehen wird. Sophies Mitbewohnerin Valentina enthüllt derweil ihren neuen britischen Freund Charlie, der quer durch die Welt gezogen ist, um bei ihr zu sein. Als Sophie merkt, dass sie ihr Telefon mit Sid vertauscht hat, eilen sie zu Sids Bar und treffen dort Ellen, Jesses kürzlich geschiedene Schwester aus Iowa. Sid verlobt sich mit seiner Langstreckenfreundin Hannah. Sophie erzählt Jesse von ihrem Plan, mit ihrem Seelenverwandten über die Brooklyn Bridge zu spazieren, aber Jesse ist zynisch, was die Liebe angeht, nachdem seine öffentliche Ablehnung im Internet bekannt wurde. Am Flughafen hält Sophie Ian eine romantische Rede, bevor er abreist, und Sophie beschließt, mit ihren Freunden über die Brücke zu gehen. Die zukünftige Sophie verrät, dass sie in dieser Nacht die Liebe ihres Lebens getroffen hat. Die neu formierte Gruppe beschließt, in Jesses und Sids Wohnung, die sich als die alte Wohnung von Ted und Marshall entpuppt, etwas zu trinken.                                                                          |           |                                   |                      |                            |                                           |                      |                                                                           |
| 2 | 2         | FOMO                              | Fomo                 | 18. Jan. 2022              | 8. Juni 2022                              | Pamela Fryman        | Isaac Aptaker & Elizabeth Berger                                          |
| Während Sophie mit Ians Weggang hadert, fühlt sich Valentina von Charlies ständiger Anwesenheit erdrückt. Sie lädt die anderen in einen brandneuen Club namens FOMO ein, damit sie sich mit Charlie anfreunden können. Jesse ist in Sophie verknallt, aber sie ist durch Ians Nachrichten abgelenkt. Valentina macht mit Charlie Schluss, bereut aber ihre harschen Worte. Sie entschuldigt sich bei Charlie, der erkennt, dass sie ihre Beziehung neu beginnen sollten und dass er sich eine eigene Wohnung suchen muss. Sophie und Jesse vereinbaren, Freunde zu bleiben, da keiner von beiden für eine Beziehung bereit ist. |           |                                   |                      |                            |                                           |                      |                                                                           |
| 3 | 3         | Alles paletti                     | The Fixer            | 25. Jan. 2022              | 8. Juni 2022                              | Kimberly McCullough  | Dan Levy                                                                  |
| Sophie besucht Jesses Arbeitsplatz, um ihm bei der Erstellung eines Dating-Profils zu helfen und inspiriert die beiden dazu, sich gegenseitig zu unterstützen. Obwohl es Jesse gelingt, ein Mädchen anzusprechen, zwingt Sophie sie, zu gehen, nachdem sie gemerkt hat, dass sie hinter seinem viralen Trennungsvideo-Ruhm her war. Sophie vertraut Jesse an, dass sie immer die Problemlöserin für die gescheiterten Beziehungen ihrer Mutter war. Jesse erzählt Sophie, dass Drew, sein Vizedirektor, hofft, ihre Nummer zu bekommen. Sophie nimmt ein Date von Drew an. Inzwischen hat Charlie mit der Suche nach einer eigenen Wohnung begonnen. Ellen lehnt sein Angebot, mit ihm zusammenzuziehen, ab, aber nachdem sie sich um eine Wohnung gestritten haben, beschließen sie, zusammenzuziehen. Sid und Hannah versuchen verzweifelt, ihre Romanze von verschiedenen Seiten des Landes aus aufrechtzuerhalten. |           |                                   |                      |                            |                                           |                      |                                                                           |
| 4 | 4         | Geburtstagsstress                 | Dirrty Thirty        | 1. Feb. 2022               | 8. Juni 2022                              | Pamela Fryman        | Amelie Gilette                                                            |
| Sophie und Drew haben ein Date, bei dem sie sich gut verstehen, und sie lädt ihn zu ihrer Party zu ihrem 30. Geburtstag ein. Da sie sich seiner Reife bewusst ist, ändert sie das Thema der Party von Christina Aguileras Musikvideo „Dirrty“ in „Cocktailparty“, um ihn zu beeindrucken. Als Sophie Drew gesteht, wie eifersüchtig sie auf seine Reife ist, versichert er ihr, dass sie sich nicht für ihn ändern muss, und gibt zu, dass er manchmal das Gefühl hat, dass er es verpasst hat, jung und verrückt zu sein. Jesse und Ellen versuchen, die verlorene Zeit als Geschwister nachzuholen, stellen aber fest, dass sie sich nicht mehr wirklich kennen. Jesse entschuldigt sich dafür, dass er es versäumt hat, ihr großer Bruder zu sein, und schwört ihr, dies wieder gut zu machen. Valentina, die sich nicht sicher ist, ob sie für eine Beziehung bereit ist, erlaubt Charlie, mit anderen Frauen zu flirten, aber als sie davon erregt wird, beschließen sie, dass sie für eine Beziehung bereit sind. Sid trägt einen „Verlobungsring“, um seine Hingabe zu zeigen, aber das kommt bei den Partygästen nicht gut an. |           |                                   |                      |                            |                                           |                      |                                                                           |
| 5 | 5         | Die gute Mutter                   | The Good Mom         | 8. Feb. 2022               | 8. Juni 2022                              | Morenike Joela Evans | Christopher Encell                                                        |
| Sophies Mutter Lori kommt in die Stadt und lädt Sophie ein, sich mit ihrem neuen Musikerfreund Ash zu treffen. Sophie nimmt an und sagt einen Spieleabend mit Drew und seinen Freunden ab. Sophie ist vorsichtig optimistisch, als sie bei Ash nichts findet, aber Valentina sieht, wie Lori Ashs Manager küsst. Sophie stellt ihre Mutter zur Rede, die erklärt, dass sie sich immer gelangweilt hat und ihre Freunde nicht das Problem waren. Sophie geht, um sich mit Drew zu treffen. In der Zwischenzeit trifft Ellen Rachel, die Enkelin einer verstorbenen Nachbarin, und lügt, dass sie sie kannte. Als Rachel die Wahrheit erfährt, stürmt sie hinaus. Charlie beschließt, den Menschen bei der Bewältigung ihrer Probleme zu helfen, und versucht, Jesse und Sid dabei zu helfen, ihre vergangenen Traumata zu überwinden. Obwohl ihm das gelingt, ist er bestürzt, als er feststellt, wie lange die Schule dauert, und Sid stellt ihn als Barkeeper ein. |           |                                   |                      |                            |                                           |                      |                                                                           |
| 6 | 6         | Stacey                            | Stacey               | 15. Feb. 2022              | 8. Juni 2022                              | Phill Lewis          | Donald Diego                                                              |
| Sid und Hannah laden Drew und Sophie zu einem Wochenendausflug ein. Sid offenbart, dass er sein Medizinstudium abgebrochen hat, um die Bar zu kaufen und zu betreiben, ohne Hannah zu fragen. Drew findet heraus, dass Sophie seiner Ex im Internet nachgestellt hat. Sid und Sophie sprechen über ihre Fehler: Sid wollte einmal etwas für sich selbst tun, während Sophie noch nie in einer richtigen Beziehung war. Sid verspricht, Hannah in alle zukünftigen Entscheidungen mit einzubeziehen, während Drew und Sophie sich gegenseitig entschuldigen und er offenbart, dass seine Beziehung zu Stacey nur online perfekt war. Der Rest der Gruppe nimmt an der ersten Dinnerparty von Charlie und Ellen teil. Ellen versucht zu verbergen, dass sie mit Jesses Date geschlafen hat. Als Mia es jedoch zugibt, erklärt Jesse, er habe es einfach satt, Single zu sein. Charlie verrät, dass er vor Valentina schon mehreren Frauen über den Ozean gefolgt ist, aber er erklärt, dass es dieses Mal anders ist, weil er sie liebt und sie das erwidert. |           |                                   |                      |                            |                                           |                      |                                                                           |
| 7 | 7         | Aufgeschoben ist nicht aufgehoben | Rivka Rebel          | 22. Feb. 2022              | 8. Juni 2022                              | Kelly Park           | Karen Joseph Adcock & Ria Sardana                                         |
| Sophie ist gezwungen, eine Bat Mitzvah zu fotografieren. Sie bringt Valentina als ihre Assistentin mit, aber Rivka weigert sich, für Fotos zu posieren. Als sie und ihre Freundinnen gefälschte Drogen aus Valentinas Handtasche stehlen, tun Sophie und Valentina so, als seien sie echt, um sie zum Posieren zu bewegen. Die Fotos beeindrucken Rivkas Mutter, die anbietet, sich Sophies bestes Foto anzusehen. In der Zwischenzeit schließen sich Jesse und Sid in ihrer Wohnung ein, um zu arbeiten, zögern es aber hinaus. Sid offenbart, dass er Probleme hat, seine Hochzeit zu planen, weil seine Familie in Indien ist, während Jesse beklagt, dass ihm die Inspiration zum Songschreiben fehlt, nachdem Meredith ihn verlassen hat. Charlie erhält eine schlechte Yelp-Bewertung und findet heraus, dass es Ellen war, die ihm ihre Eifersucht auf sein Liebesleben und seinen Erfolg gesteht. Er schreibt eine gute Bewertung über sie. |           |                                   |                      |                            |                                           |                      |                                                                           |
| 8 | 8         | Das perfekte Foto                 | The Perfect Shot     | 1. März 2022               | 8. Juni 2022                              | Lynda Tarryk         | Jeremy Roth                                                               |
| Drew lädt die Gruppe zu einer Schulauktion ein. Valentina, die von ihrem Chef beschimpft wird, stiehlt eine Chanel-Tasche, aber er bemerkt, dass sie fehlt, also stiehlt Charlie sie zurück. Als Sophie sich einen Zahn bricht, bringt Jesse sie zu einem billigen Zahnarzt, wo sie viele erfolglose Künstler trifft. Als Jesses Auto eine Panne hat, bricht sie sich erneut einen Zahn. Jesse sagt ihr, wie sehr er ihre Fotos mag, und sie macht das perfekte Foto von ihm bei der Arbeit am Auto. Drew verrät, dass er Jesse einen Vollzeitjob als Musiklehrer angeboten hat, weil er glaubt, dass Jesses Musik ein Wunschtraum ist. Sie fragt ihn, ob er an ihre Fotografie glaubt, und er gibt zu, dass er glaubt, sie brauche einen festen Job. Sophie erzählt Jesse von ihrem Streit mit Drew, und sie küssen sich. In der Zwischenzeit kommt Meredith in der Wohnung an, um mit Jesse zu sprechen, und enthüllt schließlich der schützenden Ellen und Sid, dass sie eine neue Single über Jesse geschrieben hat. |           |                                   |                      |                            |                                           |                      |                                                                           |
| 9 | 9         | Jay Street                        | Jay Street           | 8. März 2022               | 8. Juni 2022                              | Pamela Fryman        | Ama Quao & Ally Thibault                                                  |
| Es stellt sich heraus, dass der Captain seine Frau Becky betrogen hat. Jesse konfrontiert Meredith, die ihm erklärt, dass sie erst einmal mit sich selbst ins Reine kommen muss, aber sie bereut die Trennung und möchte, dass er auf ihrer Tournee Klavier spielt. Sophie geht zu Drews Wohnung, um mit ihm Schluss zu machen, wird aber von seinen Eltern aufgehalten, die in ein Schneeballsystem verwickelt sind. Sie sagt ihm, er verdiene es, mit jemandem zusammen zu sein, der sich seiner Sache sicher ist. Der Galerist ruft an, um ihr mitzuteilen, dass ihr Foto für die Ausstellung verwendet wird. Im Jahr 2050 hängt Sophies „perfekte Aufnahme“ an ihrer Wand. In der Bar versucht Charlie vergeblich, die Gruppe dazu zu bringen, mit ihm Fußball zu schauen. Hannah erzählt, dass ihr nach ihrer Assistenzzeit ein einjähriges Stipendium in Kalifornien angeboten wurde. Charlie gibt zu, dass er Heimweh hat, und Valentina dekoriert Charlies Wohnung mit britischen Utensilien. |           |                                   |                      |                            |                                           |                      |                                                                           |
| 10 | 10        | Timing ist alles                  | Timing is Everything | 15. März 2022              | 8. Juni 2022                              | Pamela Fryman        | Isaac Aptaker & Elizabeth Berger                                          |
| Nach ihrem ersten Date hört Sophie, wie Jesse nach dem Sex im Schlaf „Ich liebe dich“ sagt. Als sie ihn zur Rede stellt, sagt er, dass er Merediths Angebot, auf ihre Tournee zu gehen, abgelehnt hat, weil er sie liebt. Sophie sagt ihm, er solle seinen Traum für sie nicht aufgeben, da ihre Beziehung neu sei, was ihn verärgert. Sie geht zu MacLaren's, der Bar im Erdgeschoss, und trifft Robin Scherbatsky, die sie ermutigt, ihre Entscheidungen nicht aus Angst zu treffen. Sophie sieht jedoch, wie Jesse Meredith küsst, und Robin sagt ihr, dass „Timing alles ist“. Währenddessen ermutigt Sid Hannah, das Stipendium anzunehmen, und sie brennen durch. Nach einem schlechten Vorstellungsgespräch kümmert sich Ellen um eine unfreundliche Katze, die sie auf der Straße findet. Sie trifft auf Rachel, ihre neue Nachbarin und die Besitzerin der Katze, die zustimmt, Ellen eine zweite Chance zu geben; auch sie bekommt den Job. Obwohl Valentina sich Kinder wünscht, will Charlie nicht so ein schlechter Vater wie seine Mutter sein, und sie trennen sich. Charlie, Ellen, Valentina, Sid und Hannah treffen bei der Kunstausstellung ein, um Sophie zu unterstützen. Weil Becky bei ihrer Scheidung die Boote des Kapitäns verlangt hat, verliert Ian seinen Job und kommt zur Ausstellung. |           |                                   |                      |                            |                                           |                      |                                                                           |

### Staffel 2
| Nr. (ges.) | Nr. (St.) | Deutscher Titel                                                | Originaltitel                                           | Erstveröffentlichung (USA) | Deutschsprachige Erstveröffentlichung (D) | Regie                   | Drehbuch                                     |
| ---------- | --------- | -------------------------------------------------------------- | ------------------------------------------------------- | -------------------------- | ----------------------------------------- | ----------------------- | -------------------------------------------- |
| 11         | 1         | Cool und entspannt                                             | Cool and Chill                                          | 24. Jan. 2023              | 19. Apr. 2023                             | Pamela Fryman           | Isaac Aptaker & Elizabeth Berger             |
| 12         | 2         | Diese fiese Krise                                              | Midwife Crisis                                          | 31. Jan. 2023              | 19. Apr. 2023                             | Pamela Fryman           | Daniel Libman & Matthew Libman               |
| 13         | 3         | Der Reset-Knopf                                                | The Reset Button                                        | 7. Feb. 2023               | 26. Apr. 2023                             | Pamela Fryman           | Donald Diego                                 |
| 14         | 4         | Die bemitleidenswerte Deirdre                                  | Pathetic Deirdre                                        | 14. Feb. 2023              | 3. Mai 2023                               | Pamela Fryman           | Amelie Gillette                              |
| 15         | 5         | Schlechter Plan                                                | Ride or Die                                             | 21. Feb. 2023              | 10. Mai 2023                              | Pamela Fryman           | Owen Ellickson                               |
| 16         | 6         | Universelle Therapie                                           | Universal Therapy                                       | 28. Feb. 2023              | 17. Mai 2023                              | Michael Shea            | Christopher Encell                           |
| 17         | 7         | Ein abscheulicher, grässlicher, mistiger, ekliger Valentinstag | A Terrible, Horrible, No Good, Very Bad Valentine's Day | 7. März 2023               | 24. Mai 2023                              | Pamela Fryman           | Amy-Jo Perry                                 |
| 18         | 8         | „Belohnstrafung“                                               | Rewardishment                                           | 14. März 2023              | 31. Mai 2023                              | Phill Lewis             | Jeremy Roth                                  |
| 19         | 9         | Das Willkommensprotokoll                                       | The Welcome Protoco                                     | 21. März 2023              | 7. Juni 2023                              | Phill Lewis             | Ria Sardana                                  |
| 20         | 10        | Date-Night-Drama                                               | I'm His Swish                                           | 28. März 2023              | 14. Juni 2023                             | Anthony Rich            | M. Dickson                                   |
| 21         | 11        | Daddy                                                          | Daddy                                                   | 28. März 2023              | 21. Juni 2023                             | Pamela Fryman           | Isaac Aptaker & Elizabeth Berger             |
| 22         | 12        | Das „Ick“-Problem                                              | Not a Mamma Mia                                         | 23. Mai 2023               | 26. Juli 2023                             | Pamela Fryman           | Donald Diego                                 |
| 23         | 13        | Familienbetrieb                                                | Family Business                                         | 30. Mai 2023               | 26. Juli 2023                             | Pamela Fryman           | Amelie Gillette                              |
| 24         | 14        | Entlobungsparty                                                | Disengagement Party                                     | 6. Juni 2023               | 26. Juli 2023                             | Pamela Fryman           | Owen Ellickson                               |
| 25         | 15        | Arbeits-Besties                                                | Working Girls                                           | 13. Juni 2023              | 26. Juli 2023                             | Pamela Fryman           | Daniel Libman & Matthew Libman               |
| 26         | 16        | Kommunizieren geht über Studieren                              | The Jersey Connection                                   | 20. Juni 2023              | 26. Juli 2023                             | Michael Shea            | Christopher Encell                           |
| 27         | 17        | Handyfreier Tag                                                | Out of Sync                                             | 27. Juni 2023              | 26. Juli 2023                             | Gloria Calderón Kellett | Amy-Jo Perry                                 |
| 28         | 18        | Elternkupplerin                                                | Parent Trap                                             | 4. Juli 2023               | 26. Juli 2023                             | Pamela Fryman           | Jillian Dukes, Ally Thibault & Austin Harris |
| 29         | 19        | Zwielichtige Parker                                            | Shady Parker                                            | 11. Juli 2023              | 26. Juli 2023                             | Pamela Fryman           | Jeremy Roth                                  |
| 30         | 20        | Inmitten des Hurrikans                                         | Okay Fine, It's a Hurricane                             | 11. Juli 2023              | 26. Juli 2023                             | Pamela Fryman           | Isaac Aptaker, Elizabeth Berger & Ally Wyatt |

## Kritik
Die Kinozeitschrift Cinema beurteilt den Ableger von How I Met Your Mother als „nicht besonders originell ausgefallen – vor allen Dingen, weil er eigentlich als unabhängiges Format entwickelt wurde“. Schon nach kurzer Zeit sei die Serie „als durchschnittliche Kopie“ erkennbar, in welcher „die Gags, die weder smart oder frech noch besonders erinnerungswürdig sind“, versanden.
Judith Liere bei Die Zeit findet: „Die Zutaten sind die dieselben wie bei der Vorgängerserie, doch das Ergebnis ist vergleichsweise fad.“
Teresa Fongern von Kino.de ist versöhnlicher und sieht eine „eigene Note, die sich von dem Original abhebt, ohne es zu kopieren“, und resümiert: „Das Herz ist hier am rechten Fleck und die Lacher kommen von ganz allein.“